# Luc Auguste Sangaré
Pour les articles homonymes, voir Sangaré.
Luc Auguste Sangaré, né le 20 juin 1925 à Ségou (Mali) et mort le 11 février 1998 à Abidjan (Côte d'Ivoire), est un prélat catholique malien, archevêque de Bamako de 1962 à 1998.

## Biographie
Sangaré est ordonné prêtre le 12 septembre 1954, puis consacré archevêque de Bamako le 26 mai 1962. Il est le premier évêque malien de Bamako, tous ses prédécesseurs ayant été envoyés par la société des missionnaires d'Afrique. Il est président de la Conférence épiscopale du Mali de 1970 à 1987. Jusqu'à sa mort, Sangaré est un dirigeant religieux respecté, y compris par la majorité musulmane du pays,.
Luc Sangaré meurt en février 1998 à Abidjan, où se tient une rencontre des évêques de l’Afrique de l’Ouest. 

## Hommages
Dix ans après son décès, une messe est célébrée en son hommage en présence de Jean Zerbo, archevêque de Bamako.
À Bamako, un lycée et un centre culturel portent son nom.